# José Antonio Sánchez (San Juan)
José Antonio Sánchez de Arce fue el cuarto y décimo gobernador de la provincia de San Juan en 1820.

## Primer período (1820-1822)

### Marco histórico
El 9 de enero de 1820 se produjo una sublevación militar en la provincia de San Juan que dio paso a gobernantes que propugnaban por separar a la Provincia de San Juan de la Provincia de Cuyo con capital en la Ciudad de Mendoza. Luego de la batalla de Cepeda (1820) con la disolución del gobierno nacional estas ideas cobraron más fuerza y finalmente el 1 de marzo una asamblea convocada al efecto declaró la autonomía de la Provincia de San Juan y su incorporación como nueva provincia a la federación.
En marzo José Ignacio Fernández de Maradona logra que Mendoza reconozca la autonomía provincial y evita la ocupación militar por las tropas mendocinas que se encontraban asentadas en el departamento Pocito
Cuando José Ignacio Fernández de Maradona se retiró del gobierno el 5 de junio de 1820, se convocó a elecciones para ocupar el cargo de gobernador, resultando electo el presidente de la Junta Militar, José Antonio Sánchez, un hombre más proclive a las influencias de José de San Martín.

### Gobernación
Entre sus primeras medidas nombró a Francisco Narciso Laprida como ministro general del gobierno.
Su mayor aportación a la provincia fue la creación del poder legislativo en reemplazo del Cabildo. Creó en 1821 una "Corporación Representativa del Pueblo", prevista con nueve diputados por la ciudad de San Juan y dos por Jáchal y Valle Fértil, que pasó a ser la legislatura.
Durante su gobernación insistió constantemente ante los padres de Domingo Faustino Sarmiento en su empeño de que el joven asistiera al Colegio de Ciencias Morales en Buenos Aires para adquirir una educación sistemática. Sarmiento y sus padres se negaron a ello durante un tiempo, cuando accedieron y Sarmiento volvió de Chile para expresar su acuerdo, el mismo día que llegó, fue depuesto Sánchez.
Fue depuesto por "universal aclamación popular" del pueblo de San Juan y en su lugar designaron para el cargo al boliviano José María Pérez de Urdininea, quien luego sería presidente de su país.